# 凱文·麥卡錫
凱文·欧文·麥卡錫（英語：Kevin Owen McCarthy；1965年1月26日—）是一位美國共和黨籍的政治人物，第56任美國眾議院議長，曾任代表加利福尼亚州第20選區的聯邦眾議員以及代表共和黨的眾議院領袖。
麦卡锡出生于加利福尼亞州贝克斯菲尔德，毕业于加利福尼亚州立大学贝克斯菲尔德分校。他于2002年至2006年担任加利福尼亚州众议院的人员，同年首次当选美國众议院议员。麦卡锡在2009年至2011年期间担任众议院共和党副主席，然后在2011年至2014年期间担任众议院多数党鞭。在众议院多数党领袖埃瑞克·康特在2014年的共和党初选中丧失连任后，麦卡锡当选为多数党领袖，并一直保持这个职务直到2019年，当选为少数党领袖。2022年，麦卡锡领导众议院的共和党在2022年选举中取得了多数席位。
2023年1月，麦卡锡成为共和党在竞选众议院议长的候选人，但经过了15轮投票后才当选议长。作为议长，在麦卡锡领导的众议院共和党议员和拜登政府之间的僵持局势后，麦卡锡和拜登政府进行了谈判以解决美國國债上限的危机，为了解决危机，双方谈判达成了2023年财政责任法案，该法案在國会获得了两党的支持，并由拜登签署而生效。
2023年10月3日，麥卡錫被众议院以216票多数罢免，他也成为美國自1789年國会设立以来第一位被罢免的众议院议长。
2023年12月7日，麥卡錫於華爾街日報刊登文章宣布將於年底辭去眾議員職位。

## 早年生活与教育
麥卡錫1965年1月26日出生于加利福尼亞州贝克斯菲尔德。麦卡锡是克恩县的第四代居民。他的外祖父是意大利移民，他的祖父是爱尔兰人。麦卡锡是他直系亲属中第一个共和党人，因为他的父母是民主党成员。
他就读于加州州立大學貝克斯菲爾德分校，1989年获得行銷学学士学位，1994年获得工商管理硕士学位。大学期间，他在克恩县消防局担任季节性消防员。

## 早年政治经历
麦卡锡于1987年至2002年作为国会议员比尔·托马斯的幕僚人员任职。1995年，他担任加利福尼亚州青年共和党的主席。从1999年到2001年，他担任青年共和党主席。麦卡锡在2000年赢得了首次选举，成为科恩社區学院區的董事。从那时起，托马斯在许多采访中经常批评麦卡锡。
麦卡锡于2002年当选为加利福尼亚州众议院议员。2003年成为共和党党团领袖。2006年，麦卡锡首次当选为美國众议院代表加利福尼亚州第22选區。麦卡锡接替了比尔·托马斯，托马斯此时已经退休。该选區于2013年重新编号为第23选區，然后在2023年改为第20选区。

## 美國众议院时期

### 早期领导职务

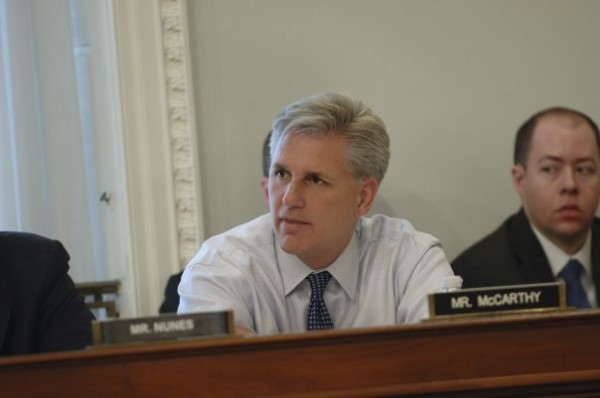
麥卡錫眾議員在眾議院自然資源小組委員會對水力與電力問題的監督聽證會上

作為一名新任國會議員，麥卡錫被任命為共和黨指導委員會成員。共和黨領袖約翰·博納任命他為2008年8月明尼阿波利斯會議上的共和黨綱領委員會主席，該會議制定了2008年共和黨的政綱。他也是全國共和黨國會委員會的三名創始成員之一。在2008年選舉之後，他被選為少數派副首席黨鞭，這是由眾議院共和黨會議任命的最高職位。他的前任埃瑞克·康特被任命為少數派黨鞭。

### 众议院多数党党鞭
2010年11月17日，眾議院共和黨會議選定麥卡錫為美國眾議院政黨領袖，在第112届國会中担任此职。在這個職位上，他是眾議院共和黨的第三高級成員，排在議長約翰·博納和多数党领袖埃瑞克·康特之後。

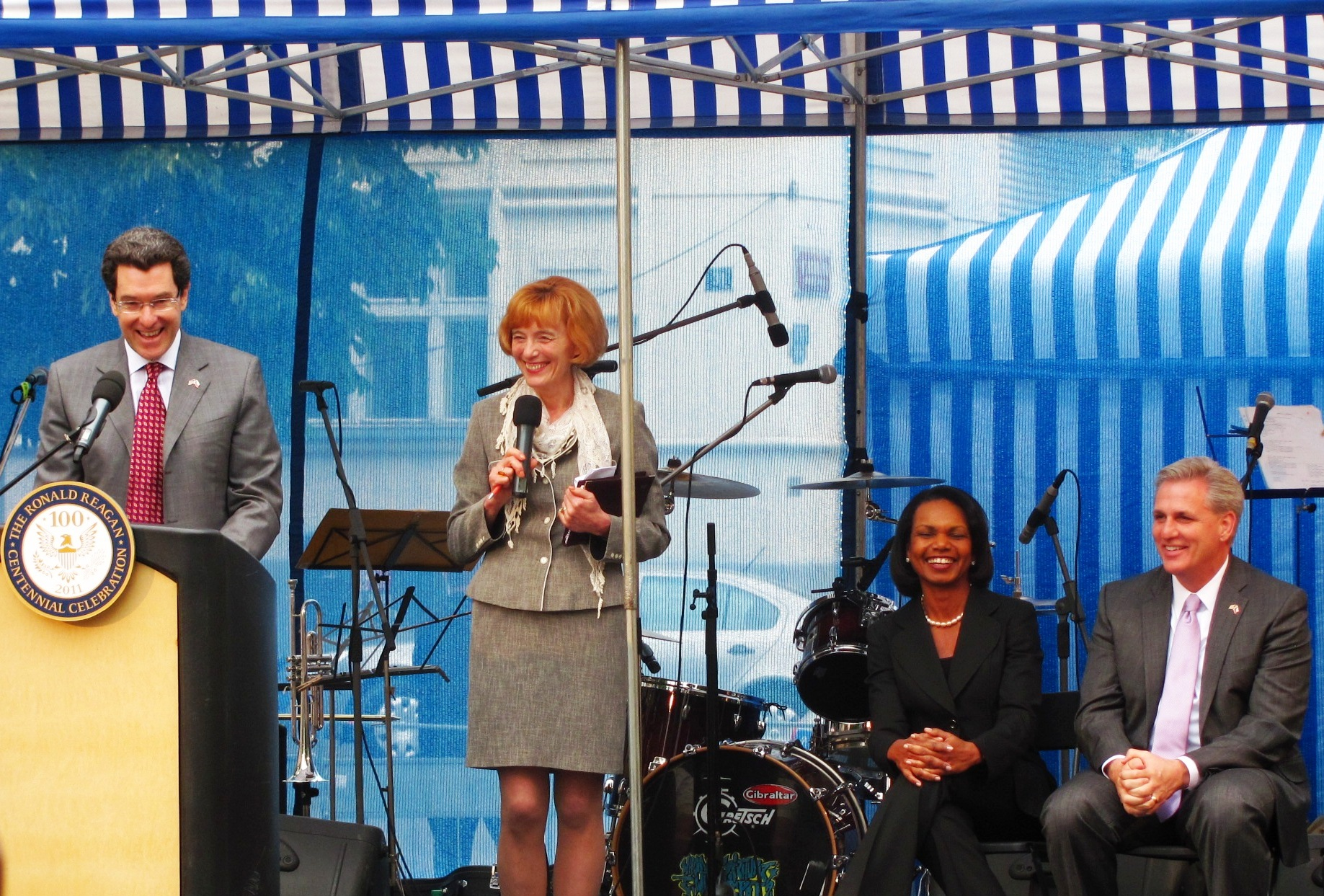
诺姆·艾森, 康多莉扎·赖斯 和麦卡锡在捷克布拉格

2011年8月，麥卡錫和坎特與30名共和黨國會議員前往以色列，其中一些成員在加利利海進行了深夜游泳，包括一名成员-凯文·约德-裸泳。当麦卡锡和坎特后来得知这次游泳时，他们感到“愤怒”，并担心会有负面新闻报道，于是“第二天早上召开了一个仅限成员参加的会议，并训斥了那个小组。
2012年，麥卡錫的辦公室報告在糕點、瓶裝水和其他食品上花費了99,000美元，使他成為該類別中國會議員中支出最高的人。

### 眾議院多數黨領袖
2014年6月，坎特在國會選區的黨內初選中失利，並宣布他將於7月底卸任眾議院領導職務。麥卡錫尋求繼任坎特，經過一些關於皮特·塞申斯和傑布·亨薩靈是否會參加和他的選戰提問後，兩人都退出了競選，使麥卡錫能夠成為多數黨領袖的明確人選。6月13日，代表勞爾·拉布拉多宣布他也將競選領導職務。
根據明尼蘇達大學漢弗萊公共事務學院的無黨派網站Smart Politics的分析，麥卡錫是美國眾議院史上任職時間最短的多數黨領袖。當他於2014年7月就任該職位時，他只在國會任職了7年6個月二十九天，比眾議院歷史上任何一位議會領袖都要少出超過一年的經驗。
麥卡錫在擔任多數黨領袖職務時保留了其前任的四名工作人員，其中包括副幕僚 Neil Bradley，他現在已在這個職位上為三位多數黨領袖提供服務。
多年來，麥卡錫因避免與他國會選區的選民進行會議和市政廳的活動而受到批評。他的最後一次市政廳會議是在2010年6月。自那時起，他選擇進行篩選的電話會議。
2017年12月，麥卡錫投票支持2017年減稅與就業法案。投票後，他要求選民在二月時查看他們的支票，因為那將是對唐納德·特朗普的法案投票後而增加的薪水。

### 2015年競選眾議院議長失敗
2015年9月25日，約翰·博納決定辭去眾議院議長職務，生效日期為2015年10月30日。許多媒體猜測麥卡錫可能會取代他，博納本人亦表示麥卡錫「將會是一位出色的議長”。於是，麥卡錫在2015年9月28日正式宣布參選。麥卡錫在國會任職不到九年，因此他將成為自1891年以來在國會任職時間最短的議長。
2015年9月29日，麥卡錫接受福克斯新聞的肖恩·漢尼提採訪時被問到共和黨在國會中取得了什麼成就。他回答時談論了美國眾議院班加西特別委員會對2012年班加西襲擊事件的調查（在這次事件中，伊斯蘭武裝分子襲擊了位於利比亞班加西的美國外交機構）。共和黨人表示，政府資助的委員會的目的純粹是為了調查四名美國公民的死亡。但是麥卡錫表示：
每個人都認為希拉里·克林頓不可戰勝，對嗎？但我們成立了班加西特別委員會，一個特別委員會。她今天的支持率怎麼樣？她的支持率正在下降，為什麼呢？因為她不值得信任。但如果不是我們的努力，誰都不會知道這一切發生了什麼事。 
這項言論被視為承認調查是黨派的政治行動，而不是實質的調查班加西事件。一些評論家將他的言論描述為典型的「金斯利失言」（即政治人物意外地說出了真相）。該言論也被描述為「將隱密的部分說出來”。幾天后，麥卡錫為這一言論道歉，稱班加西特別委員會並非是政治行動。
2015年10月8日，在共和黨準備參選投票時，麥卡錫突然退出競選，稱共和黨需要一個能夠團結黨內的新面孔，而他不是那個人。 據報道，他在得出結論認為他沒有218張選票支持時退出競選。 但麥卡錫仍然保留多數黨領袖職務，對班加西特別委員會的失言導致他決定退出競選< ref name=Chaos/>，此舉在他宣布退出時得到了他的承認。 此前，眾議員沃爾特·B·瓊斯曾致信共和黨議員會議主席凱西·麥克莫里斯·羅傑斯，表示任何在領導職位上有「不端行為」的候選人都應退出競選。瓊斯表示，他的評論並未明確指向麥卡錫。

### 眾議院少數黨領袖
在2018年選舉中，共和黨失去了多數席位後，麥卡錫當選為少數黨領袖，並在面對議員吉姆·喬丹的挑戰中，成功以159-43的投票中抵擋了挑戰。儘管在擔任多數黨領袖時，他是眾議院共和黨的第二號領導人，緊隨保羅·瑞安之後，但作為少數黨領袖，他現在成為了眾議院共和黨的領袖。
自2016年以来，麥卡錫一直是唐納德·川普的堅定支持者。作为少数党领袖，他继续保持与特朗普的亲近关系，使共和党议员团结一致，支持特朗普，并反对针对特朗普的弹劾案。
與川普類似，麥卡錫支持瑪喬麗·泰勒·格林，她是2020年佐治亞州西北部美國眾議院席位的共和黨候選人；格林過去曾發表種族主義和反猶太主義言論，並宣傳匿名者Q。這導致其他共和黨人與她保持距離。麥卡錫沒有採取措施阻止格林的候選資格，也沒有在共和黨初選中支持她的對手。 在格林獲得提名後，麥卡錫譴責了這一邊緣陰謀，稱“匿名者Q在共和黨中沒有立足之地”，並表示格林已經與她早期的言論斷開了關係。2020年，麥卡錫被問及川普關於喬·斯卡伯勒（一名MSNBC主持人和前共和黨眾議員）與一名工作人員死亡有關的虛假言論；一些眾議院共和黨人批評特朗普使用煽動性和虛假的言辭，但麥卡錫拒絕表態。麥卡錫的前任比爾·托馬斯（Bill Thomas），他在1987年至2002年間曾是麥卡錫的僱主，批評麥卡錫不接受2020年總統選舉結果，不願意充分面對特朗普是美國國會大廈事件中的始作俑者。

2020年1月，麥卡錫與其他國會議員

2020年5月，在COVID-19大流行期間，麥卡錫和眾議院共和黨人提起訴訟，阻止眾議院允許代表進行遠程代表投票，這是議長南希·佩洛西引入的一項措施，旨在防止病毒在國會大廈中傳播。麥卡錫和其他議員聲稱，必須有一定數量的議員親自到場進行業務活動；裴洛西辯稱這項規定是關鍵的公共衛生措施，並指出憲法授權國會兩院制定自己的程序規則。  2020年8月，一名聯邦法官駁回了麥卡錫針對佩洛西的訴訟，裁定眾議院在憲法的言論或辯論條款下享有“免於民事訴訟的絕對豁免權”。

2020年11月，在總統大選過後，麥卡錫在勞拉·英格拉漢姆的電視節目中堅稱“特朗普總統贏得了這次選舉」回應了川普自己的說法，儘管在幾個州的計票工作仍在進行中。他暗示大规模选民舞弊将导致特朗普竞选失败，并表示：
每个在听的人：不要保持沉默。不要对此保持沉默。我们不能容许这在我们眼前发生。
2020年12月，麦卡锡是126名共和党众议院议员之一，签署了一份支持德克萨斯州诉宾夕法尼亚州案的法庭之友，该诉讼提交给了美国最高法院，质疑了2020年总统选举的结果。 美国众议院议长南希·佩洛西发布了一份声明，称签署法庭之友是一种“颠覆选举”的行为。最高法院最终拒绝审理此案，理由是德克萨斯州在宪法第三条下没有资格质疑另一州的选举结果。2021年3月，麦卡锡否认他支持特朗普关于选举舞弊的言论，尽管他曾支持德克萨斯州诉宾夕法尼亚州案。
2021年1月6日，国会大厦事件发生的数小时后，麦卡锡投票反对在两个州认证拜登的胜选。但库克政治报告的大卫·沃瑟曼后来称，麦卡锡在此次投票之前曾多次告诉他，他知道拜登已经获胜。之后麦卡锡否认这是试图推翻选举结果的投票，因为即使没有这两个州的选票，拜登仍然会获胜。麦卡锡直到2021年1月8日，也就是选举结束后两个多月后，才承认拜登当选总统。
2021年1月8日，麦卡锡与其他众议院共和党领袖进行了电话会议，他表示特朗普在国会大厦骚乱期间的行为是“可怕的和完全错误的”，他“煽动人们”袭击国会，并短暂地探讨了动用第25修正案将他免职的可能性。在2021年1月10日的电话会议上，麦卡锡表示他将要求特朗普辞职，而不是经历漫长的弹劾斗争，还补充说：“我受够了这个家伙”。在同一次电话会议上，他还表示希望科技公司如Facebook和Twitter封禁一些共和党议员的社交媒体账户。但在众议院共和党对特朗普的第二次弹劾的支持较弱后，担心受到特朗普及其盟友的报复，麦卡锡放弃了这一立场。
在国会事件发生一周后，麦卡锡发表了一篇演讲，他认为特朗普部分对骚乱负有责任。他强调特朗普未能在最初的电视画面后采取干预措施，展示示威演变为暴力袭击。 他后来表示，他不认为特朗普煽动了这群人。在1月28日，麦卡锡前往特朗普的海湖庄园。官方声称会谈主题是“恢复2022年中期选举中失去的选票”，但广泛报道称这是一次试图修复与特朗普关系、减轻共和党内紧张局势的尝试。
在第二次弹劾特朗普案期间，国会议员杰米·埃雷拉·贝特勒表示，在国会大厦遇到抗议时，特朗普对麦卡锡说："凯文，我猜这些人对选举的不满比你更多"
2021年4月，在对德里克·肖文案的辩论即将结束之前，马克辛·沃特斯表示："我希望我们会得到一个有罪的裁决。如果没有，我们不能就此罢休" 并需要做 "更多的抗议" 在她发表这些言论后，麦卡锡表示：
沃特斯想在明尼阿波利斯煽动暴力，就像她过去曾这样煽动一样。如果佩洛西议长不采取行动制止这种危险的言论，我将在本周采取行动。
由于她在国会大厦事件中的立场，她对弹劾特朗普的投票以及对他选举作弊的言论表示强烈反对，2021年初，亲特朗普的自由核心小组的议员们试图罢免利兹·切尼担任众议院共和党会议主席，这是共和党众议院领导层的第三高职位。最初的罢免提案失败了，但随着越来越多的众议院共和党议员支持罢免她，麦卡锡同意在5月进行党内投票，导致利兹·切尼被免职。投票结束几个小时后，麦卡锡表示：“我认为没有人质疑总统选举的合法性”但早些时候CNN发布的民意调查显示，70%的共和党人认为总统选举遭到了作弊。 2021年10月，麦卡锡向共和党政治顾问施压，要求他们不要与切尼合作，否则将失去与其他共和党人的支持。

## 众议院议长

### 提名选举

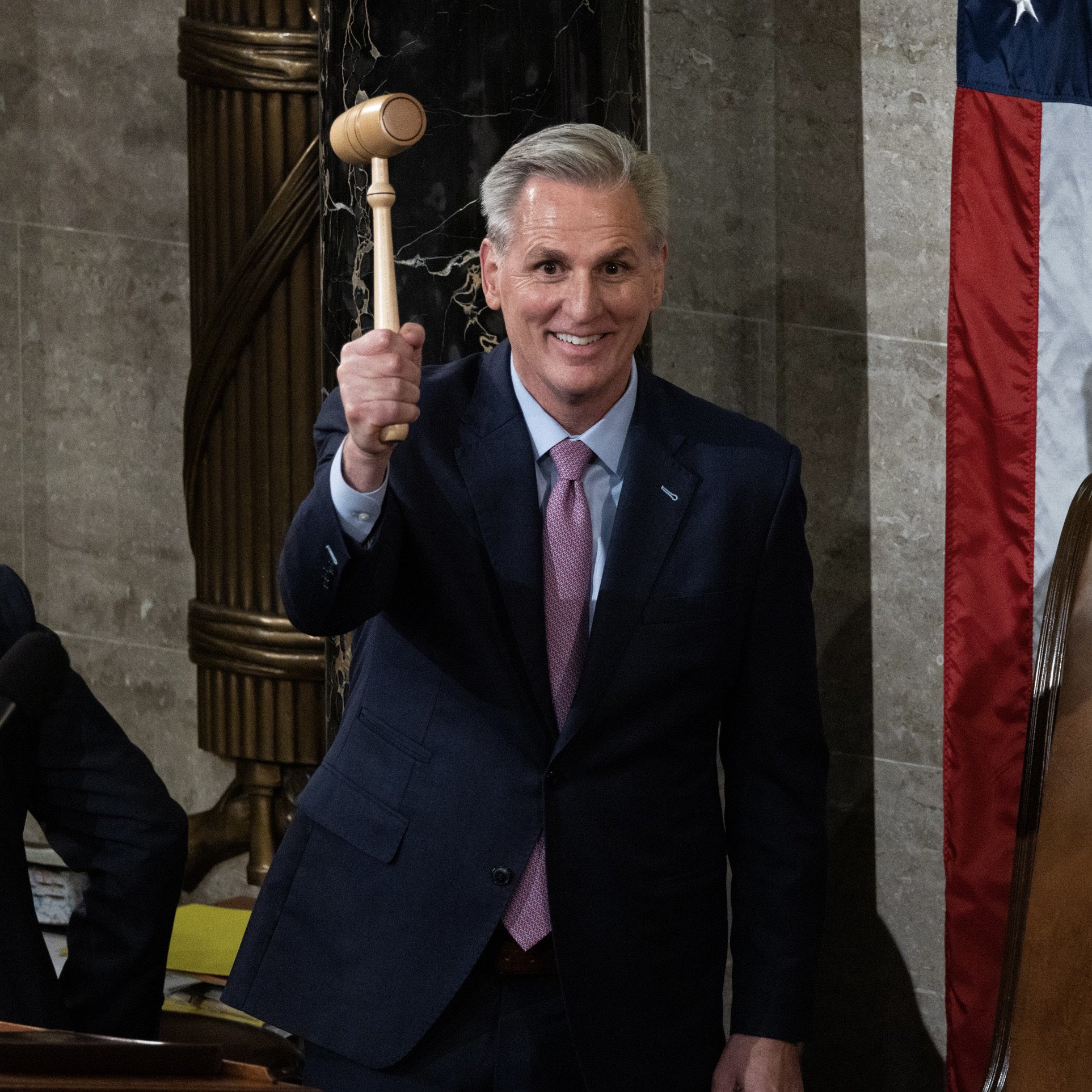
麥卡錫拿著議長專用的木搥

2022年11月中期选举后，共和党获得众议院多数席位。两个月后的2023年1月3日，即第118届美国国会的开幕日，众议院议长的选举开始。源于众议院共和党会议内部的分歧，凯文·麦卡锡未能在第一轮投票中获得过半票数，众议院自1923年以来首次未能在第一轮投票中选出议长。经过15次投票，麦卡锡终于在1月7日获得了过半数票，当选为众议院议长。

### 任期

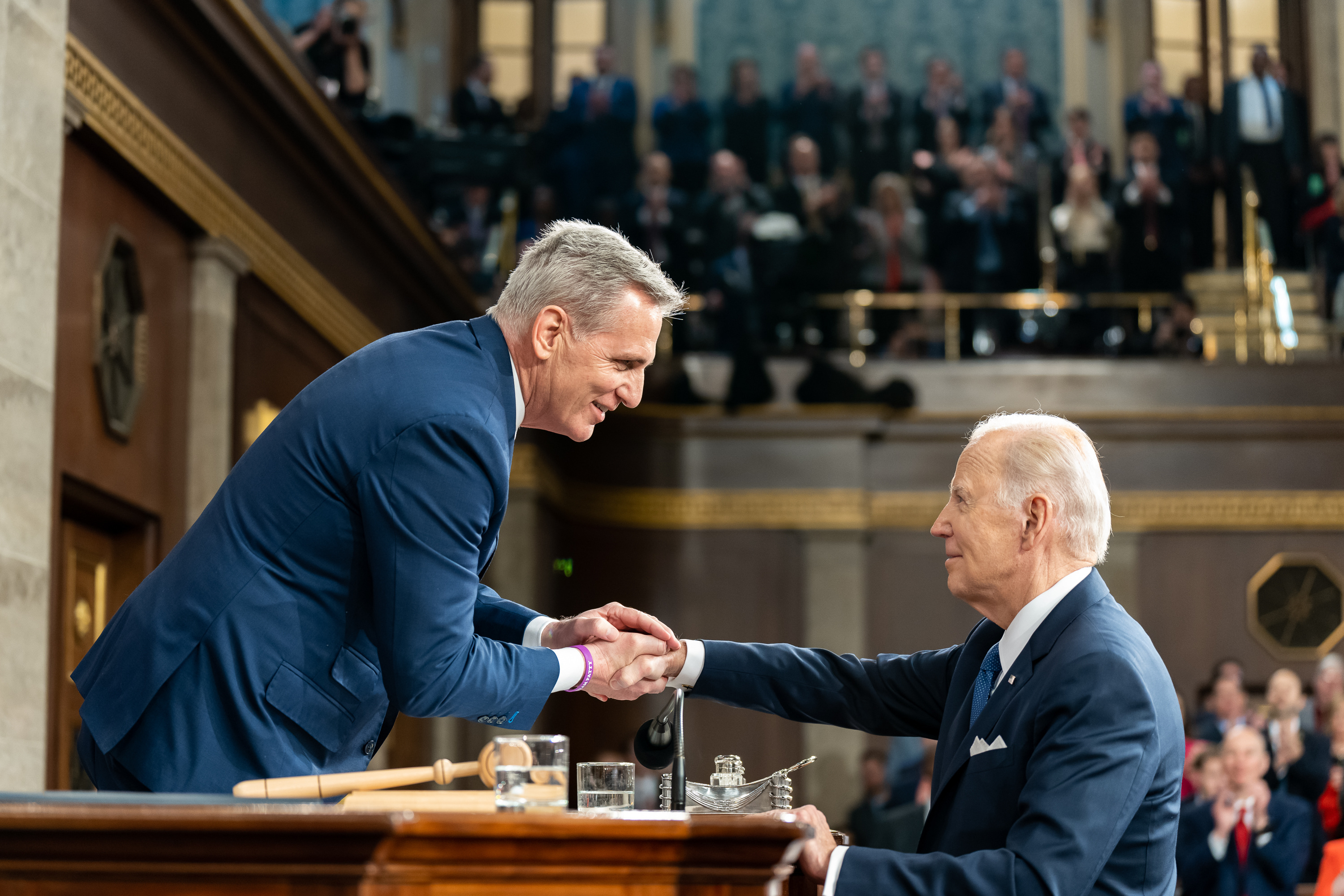
2023年，麦卡锡发表国情咨文前夕會見总统乔·拜登

2023年2月，麦卡锡向福克斯新闻主持人塔克·卡尔森提供了超过40,000小时的2021年国会大厦事件的录像片，引发了众议院少数党党鞭哈基姆·傑弗里斯和参议院多数党领袖查克·舒默等同事的批评。几天后，卡尔森在他的Tucker Carlson Tonight节目中播放了几分钟的视频，并声称政府的调查人员夸大了事件中的犯罪程度。司法部检察官表示，在其中一个案例中，国会大厦的影片揭示了一位著名的国会大厦闯入者被不公正地起诉。

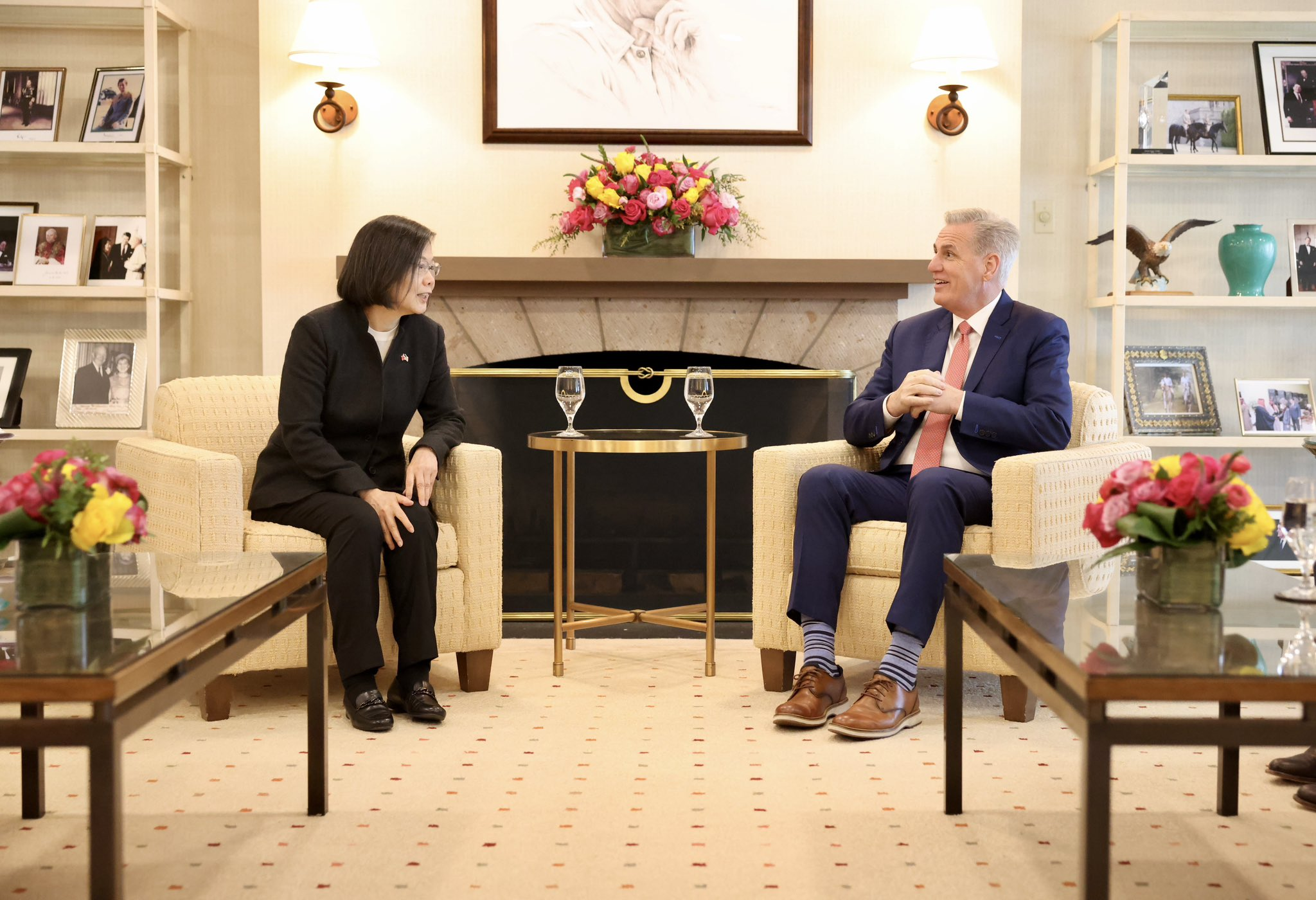
2023年，麦卡锡在加利福尼亞州洛杉磯雷根圖書館会見中华民国总统蔡英文

2023年中華民國總統蔡英文出訪中美洲友邦後，计划与麦卡锡会面。虽然麦卡锡接受了与蔡英文的会面，但拒绝了乌克兰总统弗拉基米尔·泽连斯基的访问邀请，称他反对向乌克兰提供无条件的支持，并且不需要访问乌克兰来了解是否有必要提供资金支持。麦卡锡与蔡英文的会面受到了中華人民共和国政府的谴责，并威胁将对台湾采取强硬措施。4月5日，麦卡锡和蔡英文在加州洛杉矶雷根圖書館會面，麦卡锡在会面中谴责了中共造成的威胁。该会面被称为历史性的首次会晤，是中華民國總統首次在美國會見美國眾議院議長，引发了中共在台湾附近进行的一系列军事演习，中国人民解放军称其为为期三天的“警巡和軍演”，旨在对中华民国政府进行警告。4月8日，约有8艘中共军舰和42架战斗机出现在台湾海岸附近。
2023年4月，麦卡锡、参议院多数党领袖查克·舒默和参议院少数党领袖米奇·麦康奈尔邀请韩国总统尹锡悦在4月27日前往美国国会发表演讲。
2023年5月，麦卡锡与总统拜登密切合作解决国债上限危机。自由核心小组的成员试图说服麦卡锡在提高债务上限的交换条件下提出更强硬的要求，但由于距离可能导致灾难性的违约只有几天的时间，麦卡锡没有这样做。他与共和党代表派翠克·麦克亨利一起谈判了2023年财政责任法，该法案于5月31日在众议院通过，6月1日在参议院通过。拜登于6月3日签署，正式生效。
在任內，麦卡锡敦促拜登撤回苏维思的美国劳工部长提名。此外，麦卡锡表示支持消除对特朗普的两次弹劾提议。
2023年5月底，在众议院共和党议员和拜登政府之间为了国债上限危机而局势僵持后，麦卡锡和拜登政府进行谈判达成了2023年财政责任法案以解决危机，该法案在国会获得了两党的支持，并由拜登签署而生效。

### 遭到罢免
2023年9月29日，麥卡錫提出以大幅削減政府支出和嚴格邊境政策為特色的聯邦政府預算法案未能在眾議院獲得通過，如果沒有通過撥款法案會使聯邦政府將於10月1日停擺；9月30日，麥卡錫提出了一項臨時撥款法案在眾議院獲得兩黨支持而通過，其中沒有大幅削減政府開支，也沒有對烏克蘭的資助。然而麥卡錫數度妥協卻讓共和黨強硬派議員不滿。10月2日，共和黨籍佛羅里達州眾議員馬特·蓋茨宣布提案罷免麥卡錫，隔日麥卡錫以216票贊成票、210票反對票成功被罷免，成為美國首位被罷免的眾議院議長，其中支持罷免的216票中包括8名共和黨議員投下贊成票。

## 外部鏈結
- 凱文·麥卡錫 （页面存档备份，存于）美国众议员官方网站
- 共和党领导人 （页面存档备份，存于）网站
- 中的“Kevin McCarthy”
- C-SPAN內的頁面（英文）
- 美國國會國家人物傳記大辭典中的傳記
- 由華盛頓郵報維護的投票記錄
- 智慧投票计划中的傳記、投票紀錄及利益集團評級
- 聯邦選舉委員會中的競選財務報告和數據

| 美国众议院             | 美国众议院                                                 | 美国众议院                                           |
| ---------------------- | ---------------------------------------------------------- | ---------------------------------------------------- |
| 前任者： 比爾·托馬斯   | 美國眾議院議員 來自加利福尼亞州第二十二國會選區 2007－2013 | 繼任者： 德温·努涅斯                                 |
| 前任者： 洛伊丝·卡普斯 | 美國眾議院議員 來自加利福尼亞州第二十三國會選區 2013－2023 | 繼任者： 傑伊·奧伯諾特                               |
| 前任者： 吉米·帕內塔   | 美國眾議院議員 來自加利福尼亞州第二十國會選區 2023         | 繼任者： 方文思                                      |
| 前任者： 吉姆·克萊伯恩 | 多数党党鞭 2011－2014                                      | 繼任者： 史蒂夫·斯卡利斯                             |
| 前任者： 埃瑞克·康特   | 多数党领袖 2014－2019                                      | 繼任者： 斯坦利·霍耶                                 |
| 前任者： 南希·佩洛西   | 少数党领袖 2019－2023                                      | 繼任者： 哈基姆·傑弗里斯                             |
| 政党职务               |                                                            |                                                      |
| 前任者： 埃瑞克·康特   | 众议院共和党首席副党鞭 2009－2011                          | 繼任者： 彼得·羅斯卡姆                               |
| 官衔                   |                                                            |                                                      |
| 前任者： 南希·佩洛西   | 美國眾議院議長 2023年1月7日—2023年10月3日                  | 繼任者： 派翠克·麥克亨利（代理） 邁克·約翰遜（正任） |